# Cyclaspis scissa
Cyclaspis scissa är en kräftdjursart som beskrevs av Francis Day 1978. Cyclaspis scissa ingår i släktet Cyclaspis och familjen Bodotriidae. Inga underarter finns listade i Catalogue of Life.